# Кугсар (дегестан, остан Марказі)
Кугсар (перс. کوهسار) — дегестан в Ірані, в Центральному бахші, в шагрестані Шазанд остану Марказі. За даними перепису 2006 року, його населення становило 3150 осіб, які проживали у складі 727 сімей.

## Населені пункти
До складу дегестану входять такі населені пункти:
- Арталакабад
- Венаві
- Гаджіабад
- Госейнабад
- Ґурчак
- Дег-е Агмад
- Джалалабад
- Занґдар
- Какан
- Капар
- Магмудабад
- Ровгані
- Тохмар
- Чока-Пагне
- Шарафабад